# Гута Деренгівська
Гута Деренгівська (пол. Huta Deręgowska) — село на Закерзонні в Польщі, у гміні Улянув Ніжанського повіту Підкарпатського воєводства.
Населення — 692 особи (2011).

## Назва
Найімовірніше походить від гути заліза, яка була в околицях села в 1567—1585 рр. і через малу кількість покладів руди перенесена в околиці Яротина. Уточнення «Деренгівська» пов'язане з прізвищем управителя кількох сандомирських сіл, серед яких також були Курина Велика, Дубрівка і Заріче.

## Історія
Після анексії поляками Галичини західне Надсяння півтисячоліття піддавалось інтенсивній латинізації та полонізації.
У 1836 р. Гута Деренгівська зазначається в переліку сіл, які належали до греко-католицької парафії Дубрівка Каньчузького деканату Перемишльської єпархії без уточнення кількості парафіян
Відповідно до «Географічного словника Королівства Польського» в 1882 р. село знаходилось у Нисківському повіті Королівства Галичини та Володимирії Австро-Угорщини, у селі був 351 мешканець-римокатолик, грекокатолики не згадуються. Шематизм Перемишльської греко-католицької єпархії того року нарахував у селі 11 грекокатоликів. На той час унаслідок насильної асиміляції українці західного Надсяння опинилися в меншості.
У 1939 р. в селі нараховувалось 20 греко-католиків, які належали до греко-католицької парафії Дубрівка Лежайського деканату Перемишльської єпархії. Село входило до ґміни Улянув II Нисківського повіту Львівського воєводства Польщі.
У 1975—1998 роках село належало до Тарнобжезького воєводства.

## Демографія
Демографічна структура станом на 31 березня 2011 року:
|          | Загалом | Допрацездатний вік | Працездатний вік | Постпрацездатний вік |
| -------- | ------- | ------------------ | ---------------- | -------------------- |
| Чоловіки | 337     | 76                 | 229              | 32                   |
| Жінки    | 355     | 69                 | 220              | 66                   |
| Разом    | 692     | 145                | 449              | 98                   |